# (8980) Heliaca
(8980) Heliaca est un astéroïde de la ceinture principale.

## Description
(8980) Heliaca est un astéroïde de la ceinture principale. Il fut découvert le 16 octobre 1977 à l'observatoire Palomar par Cornelis Johannes van Houten, Ingrid van Houten-Groeneveld et Tom Gehrels. Il présente une orbite caractérisée par un demi-grand axe de 2,77 UA, une excentricité de 0,20 et une inclinaison de 8,8° par rapport à l'écliptique.

## Compléments